# Ringer-Europameisterschaften 1931
Die Ringer-Europameisterschaften 1931 im griechisch-römischen Stil fanden im März in Prag und im Oktober im Freistil in Budapest statt.
Wegen der Olympischen Sommerspiele im darauffolgenden Jahr wurden die nächsten Weltmeisterschaften erst 1933 wieder ausgetragen.

## Griechisch-römischer Stil

### Ergebnisse
| Klasse | Gold               | Silber           | Bronze           |
| ------ | ------------------ | ---------------- | ---------------- |
| -56 kg | Herman Tuvesson    | Kurt Leucht      | Marcello Nizzola |
| -61 kg | Kustaa Pihlajamäki | Sebastian Hering | Jindřich Maudr   |
| -66 kg | Eduard Sperling    | Voldemar Väli    | Arild Dahl       |
| -72 kg | Mikko Nordling     | Albert Kusnets   | Gunnar Glans     |
| -79 kg | Ivar Johansson     | Väinö Kokkinen   | Viktor Kavals    |
| -87 kg | Onni Pellinen      | Rudolf Svensson  | Anton Vogedes    |
| +87 kg | Carl Westergren    | Hjalmar Nyström  | Georg Gehring    |

### Medaillenspiegel
| Rang | Land               | Gold | Silber | Bronze |
| ---- | ------------------ | ---- | ------ | ------ |
| 1    | Finnland           | 3    | 2      | 0      |
| 2    | Schweden           | 3    | 1      | 1      |
| 3    | Deutsches Reich    | 1    | 2      | 2      |
| 4    | Estland            | 0    | 2      | 0      |
| 5    | Königreich Italien | 0    | 0      | 1      |
|      | Tschechoslowakei   | 0    | 0      | 1      |
|      | Norwegen           | 0    | 0      | 1      |
|      | Lettland           | 0    | 0      | 1      |

## Freistil

### Ergebnisse
| Klasse | Gold                 | Silber              | Bronze         |
| ------ | -------------------- | ------------------- | -------------- |
| -56 kg | Ödön Zombori         | Piet Mollin         | Bror Wingren   |
| -61 kg | Hermanni Pihlajamäki | Jean Chasson        | Janos Feher    |
| -66 kg | Hans Minder          | Kustaa Pihlajamäki  | A. Delos       |
| -72 kg | Jean Földeák         | Gyula Zombori       | Charles Pacôme |
| -79 kg | Ernst Kyburz         | Peter Glavanov      | Kyösti Luukko  |
| -87 kg | József Tunyogi       | Sanfried Söderqvist | Bernard Deferm |
| +87 kg | Werner Bürki         | Léon Charlier       | József Varga   |

### Medaillenspiegel
| Rang | Land            | Gold | Silber | Bronze |
| ---- | --------------- | ---- | ------ | ------ |
| 1    | Schweiz         | 3    | 0      | 0      |
| 2    | Ungarn          | 2    | 2      | 2      |
| 3    | Finnland        | 1    | 1      | 1      |
| 4    | Deutsches Reich | 1    | 0      | 0      |
| 5    | Belgien         | 0    | 2      | 1      |
| 6    | Frankreich      | 0    | 1      | 2      |
| 7    | Schweden        | 0    | 1      | 1      |